# 糖原分解

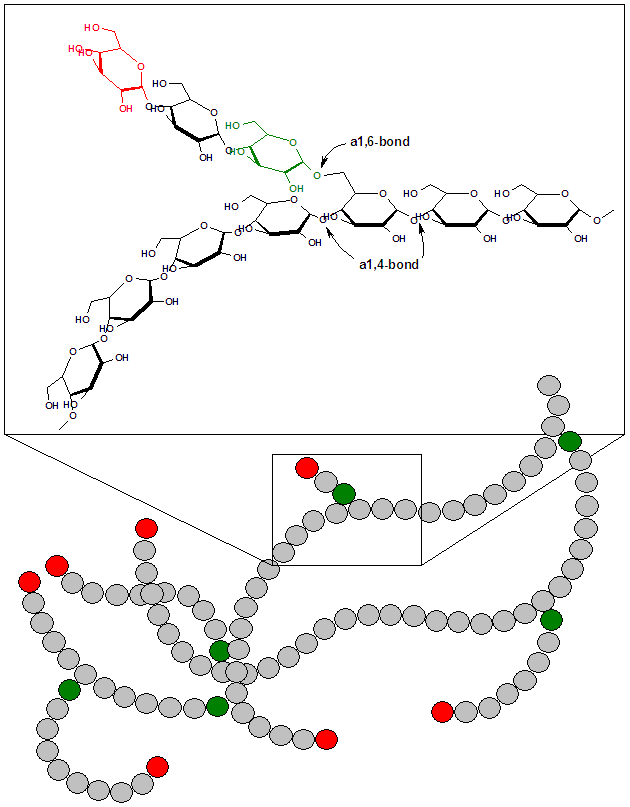
糖原

葡萄糖

葡萄糖-6-磷酸

糖原分解是指由糖原分解成为葡萄糖-1-磷酸（G-1-P）及葡萄糖的过程，即糖原支链的异化作用。此反应的化学实质是链最末端的葡萄糖残基被磷酸化，进而以单体葡萄糖形式脱离糖原链。在生物体内，这个反应通过糖原磷酸化酶催化。

## 反应机理
糖原分解成为葡萄糖-1-磷酸的总反应式为：
糖原(n聚体) + Pi ⇌ 糖原(n-1聚体) + 葡萄糖-1-磷酸
参见上图。在这个反应中，糖原磷酸化酶催化切断连接末端葡萄糖残基（图中红色的葡萄糖）的α[1→4]糖苷键。其化学反应实质是磷酸基的取代反应。这样，糖原链上末端的葡萄糖被依次磷酸化而成为游离分子而脱离糖原链，直至α[1→6]糖苷键（即糖原链的分支处，图中绿色所示）之前的第四个葡萄糖残基。此时，糖原脱分支酶催化将剩余四个葡萄糖残基中的前三个转移至另一糖原支链。被暴露的α[1→6]分支点可被α[1→6]葡萄糖苷酶催化水解，生成游离的葡萄糖分子。结果是移除了支链上最后一个葡萄糖残基，并消除了这个糖原支链。这个是仅有的例子，糖原分解的产物是葡萄糖，而非葡萄糖-1-磷酸。但是随后，这个葡萄糖分子将会通过己糖激酶的催化作用，再度磷酸化成为葡萄糖-6-磷酸。葡萄糖-6-磷酸继而可以通过磷酸葡萄糖异构酶的催化，转化成为葡萄糖-1-磷酸。

## 功能
糖原分解反应发生在肌细胞与肝组织，是对激素与神经信号的响应。特别在战斗或逃跑反应中，糖原分解因可以调控血液中葡萄糖的浓度而起到非常关键作用。
在肌细胞中，糖原分解反应生成葡萄糖-6-磷酸，它是糖酵解反应的直接底物，故可以很好的为肌肉收缩提供能量。 
在肝细胞中，糖原分解的最主要目的是向血液中释放葡萄糖，以供其它细胞摄取。在此过程中，葡萄糖-6-磷酸分子中的磷酸基团由葡萄糖-6-磷酸脂酶（肌细胞中不表达此酶）的催化作用而被水解。游离的葡萄糖分子通过细胞膜上的GLUT2易化扩散通道离开肝细胞。

## 调控机制
糖原分解的调控机制是对血糖调控激素胰高血糖素及胰岛素的响应，此外，在战斗或逃跑反应中，肾上腺素亦会促进糖原分解。在肌细胞中，神经信号也可能刺激糖原的降解。

## 临床重要性
对于出现紧急情况的糖尿病患者，当其无法口服糖时，可以采用胰高血糖素的肠外给药（如静脉注射或肌内注射）的医疗方式缓解病情。